# Distretto di Shigu
Il distretto di Shigu (石鼓区S, Shígǔ QūP) è un distretto della Cina, situato nella provincia di Hunan e amministrato dalla prefettura di Hengyang.